# Scleroptilidae
Scleroptilidae Jungersen, 1904 è una famiglia di ottocoralli dell'ordine Pennatulacea.

## Descrizione
La famiglia comprende specie coloniali costituite da un lungo rachide centrale con polipi distanziati disposti lungo il rachide in gruppi di due o tre; a differenza dalle specie della famiglia Chunellidae, i cui polipi hanno una analoga disposizione, questa famiglia è caratterizzata dalla presenza nel rachide di scleriti a forma di fuso o bastoncello.

## Distribuzione e habitat
Le specie di questa famiglia sono diffuse nelle acque tropicali e subtropicali dell'Atlantico e dell'Indo-Pacifico.

## Tassonomia
La famiglia comprende due generi:
- Calibelemnon Nutting, 1908 (4 specie)
- Scleroptilum Kölliker, 1880 (2 spp.)